# Division 1 (Bélgica) 1978-79
La Primera División de Bélgica 1978/79 fue la 76.ª temporada de la máxima competición futbolística en Bélgica.

## Tabla de posiciones
| Pos | Equipo                    | PJ | PG | PE | PP | GF | GC | Pts | DG  | Notas                                                |
| --- | ------------------------- | -- | -- | -- | -- | -- | -- | --- | --- | ---------------------------------------------------- |
| 1   | K.S.K. Beveren            | 34 | 19 | 11 | 4  | 62 | 24 | 49  | +38 | Clasificado a la Copa de Campeones de Europa 1979-80 |
| 2   | RSC Anderlechtois         | 34 | 21 | 3  | 10 | 76 | 41 | 45  | +35 | Clasificado a la Copa de la UEFA 1979-80             |
| 3   | Standard Liège            | 34 | 17 | 10 | 7  | 46 | 30 | 44  | +16 | Clasificado a la Copa de la UEFA 1979-80             |
| 4   | K.S.C. Lokeren            | 34 | 16 | 10 | 8  | 54 | 33 | 42  | +21 |                                                      |
| 5   | R.W.D. Molenbeek          | 34 | 17 | 7  | 10 | 57 | 41 | 41  | +16 |                                                      |
| 6   | Club Brugge K.V.          | 34 | 14 | 10 | 10 | 51 | 49 | 38  | +2  |                                                      |
| 7   | Royal Antwerp FC          | 34 | 11 | 13 | 10 | 44 | 41 | 35  | +3  |                                                      |
| 8   | Lierse S.K.               | 34 | 13 | 7  | 14 | 44 | 48 | 33  | -4  |                                                      |
| 9   | R. Charleroi S.C.         | 34 | 13 | 7  | 14 | 44 | 49 | 33  | -5  |                                                      |
| 10  | FC Winterslag             | 34 | 10 | 13 | 11 | 45 | 47 | 33  | -2  |                                                      |
| 11  | K Waterschei SV Thor Genk | 34 | 10 | 12 | 12 | 42 | 44 | 32  | -2  |                                                      |
| 12  | K Beerschot VAV           | 34 | 12 | 7  | 15 | 46 | 51 | 31  | -5  | Clasificado a la Recopa de Europa 1979-80            |
| 13  | Beringen FC               | 34 | 9  | 11 | 14 | 38 | 47 | 29  | -9  |                                                      |
| 14  | KSV Waregem               | 34 | 7  | 15 | 12 | 33 | 47 | 29  | -14 |                                                      |
| 15  | K Berchem Sport           | 34 | 8  | 12 | 14 | 30 | 46 | 28  | -16 |                                                      |
| 16  | RFC Liégeois              | 34 | 10 | 6  | 18 | 49 | 55 | 26  | -6  |                                                      |
| 17  | R.A.A. Louviéroise        | 34 | 8  | 8  | 18 | 45 | 79 | 24  | -34 | Descenso a la Division II                            |
| 18  | K.V. Kortrijk             | 34 | 5  | 10 | 19 | 27 | 61 | 20  | -34 | Descenso a la Division II                            |

PJ = Partidos jugados; PG = Partidos ganados; PE = Partidos empatados; PP = Partidos perdidos; GF = Goles a favor; GC = Goles en contra; Pts = Puntos; DG = Diferencia de goles